# リエゾン・ダンジェルーズ
リエゾン・ダンジェルーズ（仏:Liaisons Dangereuses、独:Gefährliche Liebschaften）は、ドイツのバンド。1981年、ベアテ・バルテル（"Mania D"メンバー）とクリス・ハース（1956年生まれ、2004年没、元DAFメンバー）で結成される。現在のエレクトロニック・ミュージックのシーンに影響を与えたプロジェクト。
プロジェクト名は、ラクロの小説『危険な関係』から取られた。

## 来歴
リエゾン・ダンジェルーズの正式立ち上げ前に、CHBB の名前での活動歴あり。10分程度の4作品を無題のまま、カセットテープでリリースしている。リリースパッケージがカバーで色分けされていたため、それぞれ、"Schwarz"（黒）、"Silber"（銀）、"Blau"（青）、"Rot"（赤）と呼ばれている。50本のみのリリースだったこれらのカセットは、リエゾン・ダンジェルーズの補足的な作品とみられている。
1981年、クリシュナ・ゴワノーをリードシンガーに加え、リエゾン・ダンジェルーズとしてアルバムとシングル「Los Niños Del Parque」を発表。「Los Niños Del Parque」はドイツのアンダーグラウンド・シーンでヒット。Korg MS-20によるその際立ったベースラインは、後々まで数多くのミュージシャンにサンプリングされていくことになる。フランクフルトのDJ Torsten Fenslau は「Out of the Ordinary」の最たる例と述べている。この曲の最大の特色は、ポップ・ミュージックで多用される4/4拍子ではなく、ポリリズムの6/4拍子のベースラインを使用していることであった。
リエゾン・ダンジェルーズは非常に寡作に終わったが、その影響度は計り知れない。2人のドイツのエレクトロニック・ミュージック史上のパイオニアは、その短い活動期間でエレクトロニック・ボディ・ミュージック、テクノの基本スタイルを構築することになった。このグループの業績はクラフトワーク、DAFと並び賞されることも多い。2004年、ベアテ・バルテルは、マラリアのBettina Köster と「KRACH」名義での活動を開始。2005年12月、彼女はストックホルムのフェスティバル「moment:berlin」に、BPWWのベーシストとして出演した。このときのBPWWのメンバー構成は、ベアテ・バルテル（ベース）、Martin Peter（ギター）、Emilio Winschetti（ボーカル）、Thomas Wydler（ドラム）。
クリス・ハースは2004年10月、ベルリンにて他界している。

## メンバー
- ベアテ・バルテル (Beate Bartel) （Mania D、マラリア、アインシュテュルツェンデ・ノイバウテン）
- クリス・ハース (Chris Haas) （1956年生まれ、2004年没） （DAF）
- クリシュナ・ゴワノー (Krishna Goineau)
- ササキ・ヒデト (Hideto Sasaki)
- アニタ・レイン (Anita Lane) (ニック・ケイヴ&ザ・バッド・シーズ)

## ディスコグラフィ

### アルバム
- Liaisons Dangereuses (1981年)

### シングル
- "Los niños del parque" (1982年、ミュート・レコード)
- "Los niños del parque" (1982年、ミュート) ※マキシシングル

1. Los niños del parque
2. Etre Assis Ou Danser
3. Mystère Dans le Brouillard

- "Los niños del parque" (1990年、ミュート) ※リミックス

1. レネゲイド・サウンドウェイヴ Mix, Edit by ホルガー・ヒラー
2. Original 7" ver.
3. Official Live Mix - Vocal (Mixed by DelKom （ガビ・デルガド & サバ・コマッサ (Saba Komassa)）)

### CHBB
- 1 - Schwarz (1981年) ※カセットテープ
- 2 - Rot (1981年) ※カセットテープ
- 3 - Blau (1981年) ※カセットテープ
- 4 - Silber (1981) ※カセットテープ